# Serrinha dos Pintos
Serrinha dos Pintos är en kommun i Brasilien.   Den ligger i delstaten Rio Grande do Norte, i den östra delen av landet, 1 500 km nordost om huvudstaden Brasília. Antalet invånare är 4 538.
Omgivningarna runt Serrinha dos Pintos är huvudsakligen savann. Runt Serrinha dos Pintos är det ganska glesbefolkat, med 31 invånare per kvadratkilometer.